# Ван дер Перрен, Кевин
Ке́вин ван дер Пе́ррен (нидерл. Kevin Van der Perren; род. 6 августа 1982 года в Нинове, Бельгия) — бельгийский фигурист, восьмикратный чемпион Бельгии в мужском одиночном катании, бронзовый призёр чемпионатов Европы 2007 и 2009 годов. На церемонии открытия Олимпийских игр 2006 года в Турине был знаменосцем команды своей страны. По состоянию на июнь 2011 года занимает 16-е место в рейтинге Международного союза конькобежцев (ИСУ). 

Ван дер Перрен первый бельгийский фигурист в истории имеющий в арсенале четверные прыжки и первый фигурист в мире, исполнивший на соревнованиях каскад: четверной тулуп—тройной тулуп—тройной тулуп.

## Карьера

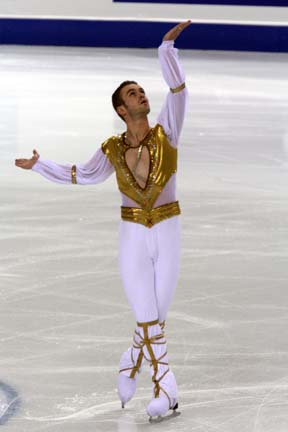
Кевин ван дер Перрен на финале Гран-при сезона 2007—2008.

Кевин захотел стать фигуристом в возрасте 10-ти лет после просмотра ледового шоу в своём городе, и хотя родители хотели, чтобы он играл в футбол, а одноклассники издевались над ним, он не расстался со своей мечтой.
В 2002 году Кевин стал серебряным призёром чемпионата мира среди юниоров.
Из-за травмы, полученной после Олимпийских игр 2006 года (где Ван дер Перрен стал 9-м), он пропустил чемпионат мира того же года.
В следующем сезоне на чемпионате Европы он стал третьим, опередив белоруса Сергея Давыдова на 0.07 балла. И это первая бельгийская медаль на европейских первенствах для одиночников с 1947 года. На этом чемпионате Кевин исполнил редкий каскад из трёх тройных прыжков, а также практически безошибочно четверной тулуп.
В сезоне 2007—2008 Кевин стал вторым на этапе Гран-при «Skate Canada» и четвёртым на «Trophee Eric Bompard», таким образом квалифицировавшись на финал Гран-при на котором стал шестым. Затем стал пятым на чемпионате Европы и шестым на чемпионате мира.
В июле 2008 года Ван дер Перрен сменил тренера Веру Вандекавейе на Силви де Рейке.
В начале сезона 2008—2009 на турнире «Finlandia Trophy» он, занимая после короткой программы 6-е место, снялся с соревнований из-за травмы которую сначала диагностировали как не серьёзную. Однако позднее, у Кевина обнаружили разрыв мышцы. В результате Ван дер Перрен не смог принять участие в турнире «Скейт Америка». На «Cup of Russia» стал шестым. На чемпионате Европы 2009 года, во второй раз в карьере, завоевал бронзу, обогнав оказавшегося на четвёртом месте Янника Понсеро всего на 0.06 балла. На чемпионате мира выступил неудачно, занял лишь 14 место, а так как этот чемпионат был квалификационным для Олимпиады 2010, то Бельгия смогла выставить на Игры только одного спортсмена в мужском одиночном катании. На Олимпиаде Кевин занял лишь 17-е место. На последовавшем чемпионате мира в Турине стал 8-м.

## Личная жизнь
17 мая 2008 года Кевин женился на фигуристке-одиночнице Дженне Маккоркелл, выступающей за Великобританию.

## Спортивные достижения

### Результаты после 2006 года
| Соревнования                   | 2006—2007 | 2007—2008 | 2008—2009 | 2009—2010 | 2010—2011 | 2011—2012 |
| ------------------------------ | --------- | --------- | --------- | --------- | --------- | --------- |
| Зимние Олимпийские игры        |           |           |           | 17        |           |           |
| Чемпионаты мира                |           | 6         | 14        | 8         | 17        | 15        |
| Чемпионаты Европы              | 3         | 5         | 3         | 11        | 4         | WD        |
| Чемпионаты Бельгии             | 1         |           |           |           | 1         | 1         |
| Финалы Гран-при                |           | 6         |           |           |           |           |
| Skate America                  | 4         |           |           |           | 6         | 2         |
| Cup of Russia                  |           |           | 6         | 5         |           |           |
| Trophee Eric Bompard           |           | 4         |           |           |           |           |
| NHK Trophy                     | 6         |           |           |           | 8         |           |
| Skate Canada                   |           | 2         |           | 11        |           | 8         |
| Мемориал Ондрея Непелы         |           | 1         |           |           |           | 2         |
| Finlandia Trophy               |           | 3         | WD        | 12        |           |           |
| Nebelhorn Trophy               | WD        |           |           |           | 5         |           |
| Турниры «NRW Trophy», Дортмунд |           |           | 1         | 3         |           |           |

WD = снялся с соревнований

### Результаты до 2006 года
| Соревнования                         | 1999—2000 | 2000—2001 | 2001—2002 | 2002—2003 | 2003—2004 | 2004—2005 | 2005—2006 |
| ------------------------------------ | --------- | --------- | --------- | --------- | --------- | --------- | --------- |
| Зимние Олимпийские игры              |           |           | 12        |           |           |           | 9         |
| Чемпионаты мира                      | 31        | 33        | 14        | 19        | 14        | 8         |           |
| Чемпионаты Европы                    | 28        | 23        | 13        | 10        | 11        | 6         | 7         |
| Чемпионаты мира среди юниоров        | 26        | 16        | 2         |           |           |           |           |
| Чемпионаты Бельгии                   | 1         | 1         | 1         | 1         | 1         |           |           |
| Финалы Гран-при                      |           |           |           |           | 4         |           |           |
| Trophee Eric Bompard                 |           |           |           |           | 2         |           |           |
| Skate Canada                         |           |           |           |           | 5         | 5         |           |
| Skate America                        |           |           |           |           |           |           | 4         |
| NHK Trophy                           |           |           |           |           |           |           | 5         |
| Мемориал Ондрея Непелы               |           | 6         | 9         |           | 4         | 2         | 2         |
| Finlandia Trophy                     |           |           |           | 4         |           |           |           |
| Турнир «Золотой конёк Загреба»       |           |           | 2         |           |           |           |           |
| Nebelhorn Trophy                     |           | 15        |           |           |           |           |           |
| Финалы юниорского Гран-при           |           |           | 3         |           |           |           |           |
| Этап юниорского Гран-при, Нидерланды |           |           | 1         |           |           |           |           |
| Этап юниорского Гран-при, Чехия      |           |           | 2         |           |           |           |           |
| Этап юниорского Гран-при, Норвегия   |           | 11        |           |           |           |           |           |

WD = снялся с соревнований